# 伍鳳儀
伍鳳儀 PC （1969年12月16日—），加拿大政治人物，2017年至2025年間以聯邦自由黨黨員擔任加拿大國會下議院議員，代表安大略省約克區的萬錦—康山選區。她於2018年晉身總理賈斯汀·杜魯多內閣出任聯邦小型企業和出口推廣部長，2019年起兼任國際貿易部長，2025年卸任。

## 生平
伍鳳儀7歲時跟隨家人從香港移居加拿大，祖籍廣東台山，父母在安大略省北約克經營中餐館，她成長期間曾在該餐館工作。她某年暑假在政府部門當兼職時對政治產生興趣，並獲主管邀請轉任全職。她遂留任該職並以兼讀生身份繼續學業，1996年從多倫多大學士嘉堡分校獲取文學士學位。她曾在安大略省政府公務員系統中任職不同崗位，又曾任安省教育廳長的高級政策顧問及懷雅遜大學校長的行政總監。她其後效力總理賈斯汀·杜魯多，出任總理辦公室的公職任命主任。
萬錦—康山選區國會議員麥家廉於2017年初獲任加拿大駐中華人民共和國大使並辭去該議員職位，觸發議席補選。伍鳳儀於同年2月15日宣布角逐該選區的聯邦自由黨候選人提名，並於同年3月4日壓倒另外兩人贏取提名。在2017年4月3日舉行的萬錦—康山選區議席補選，伍鳳儀以51.3%得票率贏取該議席，首次晉身國會，並成為下議院自然資源常務委員會成員，2018年7月則獲委入內閣，出任小型企業及出口推廣部長。
伍鳳儀在2019年聯邦大選中連任國會議員，並在同年11月20日公布的自由黨少數政府內閣中留任部長，職銜改為小型企業、出口推廣及國際貿易部長。2021年大選她再度連任，內閣職銜改為國際貿易、出口推廣、小型企業及經濟發展部長，2023年7月職銜再改為出口推廣、國際貿易及經濟發展部長。
2025年2月，伍鳳儀宣布不會在同年聯邦大選競逐連任，同年3月卸下內閣職務，再於國會議員任期屆滿時卸任。

## 外部連結
- （英文）加拿大國會網站 伍鳳儀議員簡介
- （英文）加拿大自由黨網站 伍鳳儀議員分頁 （页面存档备份，存于）